# ساينفيلد
ساينفيلد (بالإنجليزية: Seinfeld) هو مسلسل تلفزيوني أمريكي يعتمد على كوميديا الموقف عرض على هيئة الإذاعة الوطنية من 5 يوليو 1989 إلى 14 مايو 1998 حيث تم تصوير 9 أجزاء بواقع 175 حلقة وما زال يعاد عرضه إلى الآن، وهو من تأليف لاري ديفيد وجيري ساينفيلد الذي قام بدور البطولة ممثلاً نسخة خيالية عن نفسه. تم تصوير المسلسل في الغالب في مبنى سكني بمدينة نيويورك، منهاتن، في حي «أبر ويست سايد»، (لكن كان التصوير في المقام الأول في لوس انجليس)، يعرض المسلسل مجموعة من أصدقاء ومعارف جيري، على وجه التحديد، صديقه المقرب جورج كوستانزا (جيسون الكسندر) وحبيبته السابقة إلين بينيس (جوليا لوي دريفوس) وجاره الذي يعيش بجانب الردهة كوزمو كرامر (مايكل ريتشاردز). وكثيرا ما يوصف بأنه «برنامج عن لا شيء»، حيث أن العديد من حلقاته تتعلق بالحياة اليومية.
قامت شركة كاسل روك للترفيه بالتعاون مع كولمبيا للصور والتلفزيون بإنتاج ساينفيلد، كما تم توزيعها بواسطة كولومبيا للصور والتلفزيون وتلفزيون كولمبيا تريستار، بالإضافة لشركة سوني للتلفزيون والصور التي بدأت بتوزيع البرنامج منذ 2002. قام ديفيد وساينفيلد بكتابة البرنامج بمشاركة بعض كتاب السيناريو بما في ذلك لاري تشارلز وبيتر ميلمان وجريج كافت وآندي روبن وكارول ليفرو ديفيد ماندل وجيف شافرو ستيف كورين وجينيفركريتندن وتوم غاميل وماكس بروس وتشارلي روبين ومارغوري غروس وأليك بيرغ وإليان بوب ووسبايك فريستن.
أصبح المسلسل مفضلا لدى النقاد والإعلانات التجارية وأصبح ظاهرة ثقافية. تصدر البرنامج تصنيفات نيلسن في الموسم السادس والتاسع وانتهى بالمركز الثاني بجانب برنامج «إي آر» الذي تنتجه «إن بي سي» في السنوات من عام 1994 إلى عام 1998. وفي عام 2002، صنف دليل التلفزيون «تي في قايد» ساينفيلد كأفضل برنامج تلفزيوني على الإطلاق. وفي عام 1997، احتلت الحلقتين "The Boyfriend" «الحبيب» و"The Parking Garage" «موقف السيارات» على المرتبة #4 و#33 على التوالي في دليل التلفزيون كأفضل مائة حلقة تلفزيونية على الإطلاق. وفي عام 2009، احتلت حلقة "The Contest" «المسابقة» المرتبة #1 في نفس التصنيف كأفضل حلقة على الإطلاق، ووصفته قناة"E!" بأنه «السبب الأول الذي جعل التسعينات رائعة». في عام 2013، وضعت نقابة الكتاب الأمريكية مسلسل ساينفيلد في المرتبة الثانية كصاحب أفضل كتابة بين كل المسلسلات التلفزيونية (خلف آل سوبرانو). في نفس العام، وضعته مجلة إنترتينمنت ويكلي على المركز الثالث أفضل مسلسل تلفزيوني على الإطلاق  بينما وضعه تي في غايد في المرتبة الثانية.

## نظرة عامة
كان مسلسل ساينفيلد بارزا عن جميع المسلسلات والبرامج الكوميدية الأخرى في ذلك الوقت. لا تربط أي من شخصياته الرئيسية علاقة قرابة أو عمل، إلا أنهم ظلوا أصدقاء مقربين على مدى المواسم. على عكس الكثير من البرامج الكوميدية الأخرى، فقد ركز ساينفيلد بشكل كبير على التفاصيل الدقيقة مثل الانتظار في طابور السينما والخروج لتناول العشاء وشراء بدلة والتعامل مع المشاكل والظلم في الحياة.

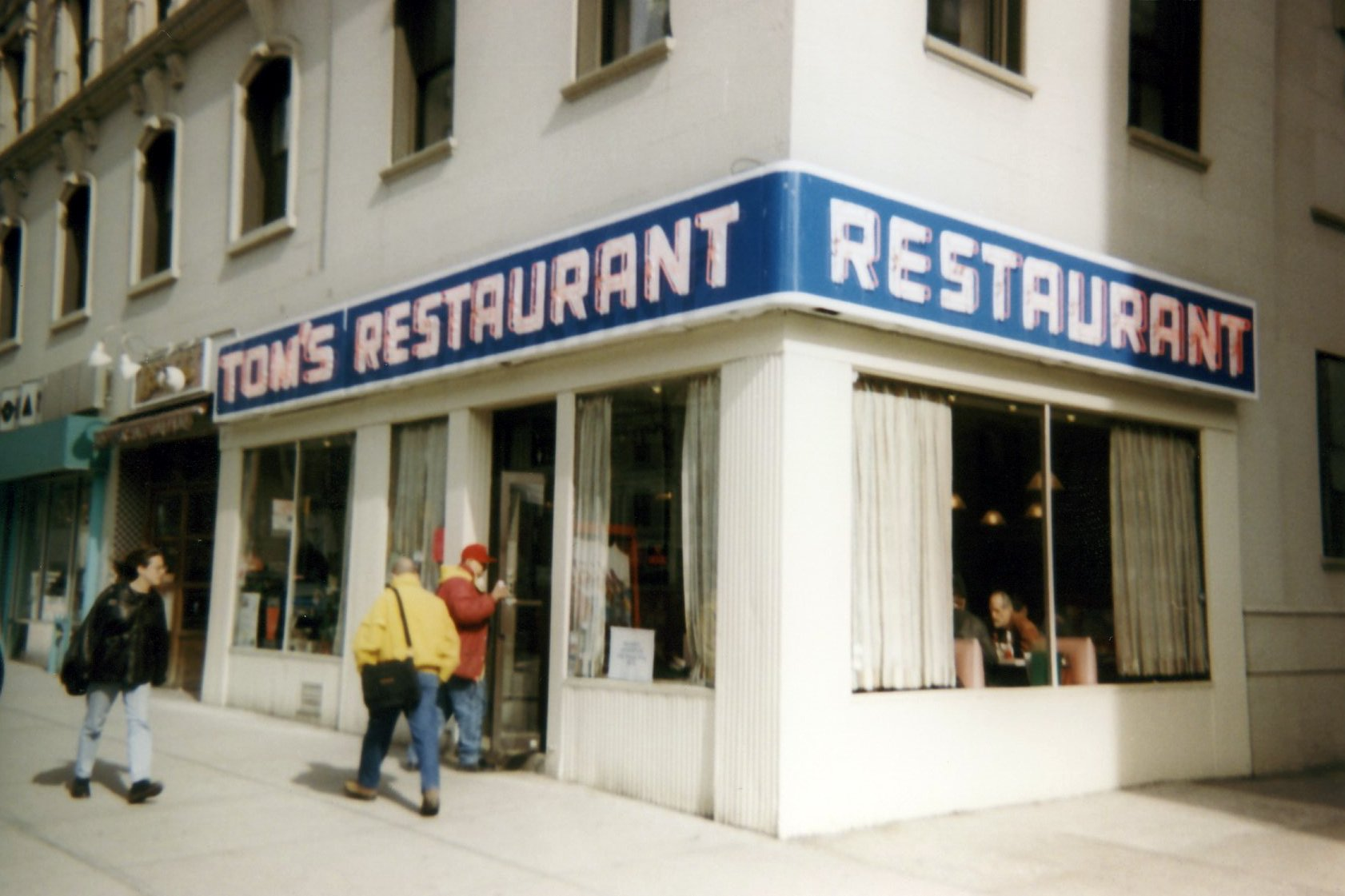
مطعم توم في تقاطع شارع 112 وبرودواي في مانهاتن تم استخدامه كشكل خارجي لمقهى مونك في المسلسل.

استندت الشخصيات الرئيسية وأغلب الشخصيات المتكررة في المقام الأول على حياة ساينفيلد ودايفد. وهناك شخصيات متكررة أخذت من شخصيات معروفة: جاكوب بيترمان من كاتلوج؛ شخصية «جي. بيترمان» وجورج ستاينبرنر مالك فريق نيويورك يانكيز وشخصيات أخرى من حياة الكتاب المتعاونين مع ساينفيلد والذين زاد عددهم مع تقدم المواسم. بعض الشخصيات أخذت من شخصيات حقيقية منها «سوب نازي» والمحامي «جاكي تشايلز» المأخوذة من شخصية «جوني كوكران» تختلف قصة الشخصيات الرئيسية في حلقات ساينفيلد عما هو معتاد عليه في البرامج الكوميدية الاعتيادية. إذ يتم طرح القصة في بداية كل حلقة، وتعيشها الشخصيات في مواقف منفصلة وغير مترابطة. تتحول المشاهد السريعة بين الوقائع وترتبط القصة ببعضها في نهاية كل حلقة. حيث يظهر في كل حلقة «مجهود المؤلفين الدائم للحفاظ على العلاقة الحميمة بين شخصيات البرنامج».
يحافظ المسلسل على حس الاستمرارية حيث يتم التوسع والإشارة إلى شخصيات وأحداث من حلقات سابقة. في بعض الأحيان، تمتد القصة لحلقات أو حتى مواسم بكاملها. كما في قصة فانيسا حبيبة جيري التي تظهر في حلقة "The Stake Out" وتنتهي العلاقة عندما لا تنجح الأمور بينهما في حلقة ""The Stock Tip. مثال آخر: عندما يحصل كرامر على سترته مجدداً وتتجه إلين لكاتلوج بيترمان. أشيد بلاري دايفد، الكاتب الرئيسي للمسلسل والمنتج التنفيذي للمواسم السبعة الأولى لأخذه بالاعتبار للتفاصيل الدقيقة ولتأكده من بقاء حياة الشخصيات الرئيسية في البرنامج ثابتة وقابلة للتصديق. توسع ديفيد بعد ساينفيلد ببرنامجه الكوميدي "Curb Your Enthusiasm"«اكبح حماسك»، والذي اتبع فيه موضوعا معينا لكل موسم في البرنامج.
أهم الاختلافات بين ساينفيلد وغيره من البرامج الكوميدية التي سبقته أن الشخصيات الرئيسية لا تتعلم الدرس أبدا في طوال المواسم. ونتيجة لهذا فهم لا يبالون بالعالم الخارجي ويمكن أن يكونوا قاسين تجاه ضيوفهم وأقاربهم، وقد يحصل ذلك فيما بينهم أيضأً. اختار المنتجون جملة «لن تتعلم من غير احتضان» شعاراً للمسلسل. وصف كين تاكر، الناقد التلفزيوني لـ"Entertainment Weekly" شخصيات ساينفيلد بأنها: «مجموعة نشطة غيورة وغاضبة وبائسة تفتقد للأمان والأمل ولا تثق بأي إنسان». وبهذا تكون النهايات السعيدة قليلة.

### الفلسفة: العبثية والعدمية
- ""العبثية""

تتلائم وجهة النظر المعروضة في ساينفيلد مع فلسفة العبثية وفكرة أن الحياة بلا معنى: قد تحاول الشخصيات أن تعثر على معنى لحياتها ولكنها تفشل دائماً وتظهر بمظهر اللامعنى (مثل عرض جورج الزواج من سوزان بشكل مرتجل والذي انتهى بموتها الغريب).
ولهذا فإن أشياء كالأمل والطموح والمودة والشفقة والحب تكون مزدراة وممقوتة، وربما أدت ممارستها إلى فشل كوميدي ذريع.
- ""العدمية""

عرض ساينفيلد أيضاً عناصر من فلسفة العدمية: الأشياء لا تملك قيمة ولا توجد قيم والعلاقات فاشلة ويغلب عليهم الركود وانقلاب الايديولوجية واللاأخلاقية. عبر جيري تحديداً عن هذه النظرة الفلسفية عندما قال «مهما أحاول، دائما ما ينتهي بي الأمر دون جدوى» 

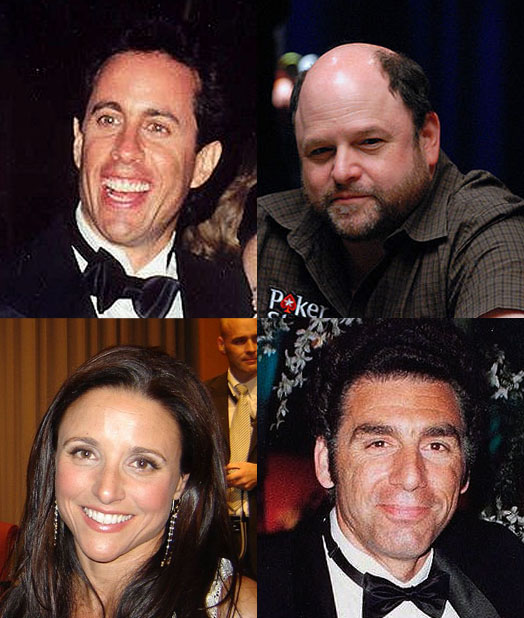
الشخصيات الرئيسية في المسلسل.

### الشخصيات الرئيسة
- ""(جيري ساينفيلد)"" يمثله جيري ساينفيلد – هو كوميدي وقوف وهو غالباً ما يمثل «صوت المنطق» وسط الجنون في عالمه. تتسم شخصيته بشيء من فوبيا الجراثيم والهوس بالنظافة، كما أنه من محبي سوبرمان وحبوب الإفطار. تعتبر شقة جيري محط زيارة أصدقائه غريبي الأطوار.[19] غالبا ما تكون حبكة القصة عن علاقات جيري الرومانسية. عادة ما يجد سببا تافها وصغيرا ليقطع علاقته بالنساء، مثل أكل البازلاء حبة بحبة، والمرأة ذات اليدين الكبيرتين «كأيدي الرجال»، والضحكة المزعجة. وتتضمن الحبكة في بعض الأحيان عدوه «نيومان» وأقاربه الذين يقابلهم باستمرار.
- ""(جورج كوستانزا)"" يمثله جيسون الكسندر – صديق جيري المقرب. وهو بخيل وغير أمين وغالباً ما يحسد الآخرين على انجازاتهم.[20] وعادةً ما يعكس صورة الفاشل الذي لا يثق بقدراته. كثيراً ما يشكو ويكذب بشأن مهنته وعلاقاته وكل شيء آخر تقريباً، وهذا ما يسبب له المشاكل في معظم الأحيان لاحقاً. غالباً ما يستخدم اسما مستعارا هو «آرت فاندالاي» عندما يكذب أو يلفق قصة للتغطية على فشله. ورغم هذه العيوب، فهو ينجح جورج في مواعدة النساء، كما حقق نجاحاً في مهنته كمساعد أمين السفر لفريق نيويورك يانكيز. عمل جورج مع جيري وتلفزيون «إن بي سي» لإنتاج حلقه تجريبية لبرنامج تلفزيوني اسمه جيري. وخلال هذا الوقت، قابل سوزان روس التي تعمل في الشبكة. كان جورج على علاقة قوية معها حتى ماتت في نهاية الموسم السابع.
- ""(إلين بينيس)"" تلعب دورها جوليا لويس دريفوس – صديقة جيري السابقة. وهي جذابة وذكية وحازمة، كما أنها صاخبة وأنانية وتظن أنها الأفضل. تميل أحياناً للصدق مع الناس، ما يوقعها في المشاكل غالباً.[21] وعادةً ما تجد نفسها محاصرة بطبائع أصدقائها ومطالب مدرائها غريبي الأطوار وفظاظة الغرباء. وهي تميل لاختيار أسوء الرجال لتواعدهم ثم يتركونها بكل برود وسهولة. كانت تعمل في دار نشر بيندانت مع السيد ليبمان وعملت لاحقاً مع كتالوج بيترمان.
- ""كوزمو كريمر"" (مايكل ريتشاردز) – جار جيري الأحمق. يشمل مظهره المميز تسريحة البومبادور والملابس الكلاسيكية. وهو يبدو ساذجاً ومغفلاً وطفوليا أحياناً، لكنه قد يظهر دائما بشكل عشوائي، كذلك يستطيع تكوين الصداقات بسهولة بفضل أسلوبه الساحر والهادئ، كما أنّه لا يبذل جُهداً في نيل حب النّساء. لم يشغل وظيفة مستقرة في حياته، وإن كان يقوم مشاريع تنجح في البداية ثم تفشل. من بين مشاريعه كتب منضدة القهوة وحمالة صدر الرجال. وهو صديق قديم لنيومان رغم اختلافاتهما.[22]

### شخصيات متكررة
هناك العديد من الشخصيات المتكررة إما لأصدقاء أو أقارب مثل نيومان والعم ليو. كما ظهرت شخصيات شهيرة أخرى. العديد من الشخصيات التي قامت بدور ضيف أصبحت فيما بعد أسماء مألوفة في مهنتها، أو كانوا كوميديين وممثلين معروفين لعمل سابق.

## السمات

### الفكرة الرئيسية
كسر مسلسل ساينفيلد العديد من أنماط التلفزيون العادي. ووصف العرض بأنه عن «لاشيء» ، وأصبح أول مسلسل تلفزيوني منذ «سيرك مونتي بايثون الطائر» يوصف على نطاق واسع بـ«ما بعد الحداثة». كثير من العناصر الموجودة في ساينفيلد كانت تتلاءم مع تعريف ما بعد الحداثة. العرض كان يقاد في المعتاد بواسطة حس الفكاهة التي يتخللها شخصيات سطحية مع تصرفات غريبة. العديد من الحلقات تدور حول «تورط الشخصيات بمسائل تتعلق بحياة الآخرين تكون ذات نتائج كارثية بالعادة. المفهوم الذي ينص على أن الشخصيات لا يجب أن تتحسن وتتطور كان يعبر عنه بقاعدة» لا عناق، لا تعليم. وبخلاف غالبية المسلسلات، لا يوجد هناك لحظات للشفقة، ولا يشعر الجمهور بالأسف تجاه أياً من الشخصيات. حتى وفاة سوزان بالمسلسل لم تثير أي عواطف صريحة لمن في العرض!. كنت الشخصيات تتجاوز الثلاثين وعزباء وبدون قصة عن أصولهم وهوياتهم مجهولة وهي واعية بعدم اكتراثها للأخلاق. تم كسر الأنماط المعتادة كعزل الشخصيات عن الممثلين الحقيقيين الذين يلعبون أدوارهم وفصل عالم الشخصيات من عالم الممثلين والجمهور. أحد الأمثلة على ذلك، هي تداخل المسلسل داخل المسلسل ووضعت شخصيات المسلسل في مسلسل تلفزيوني خاص بها.

### المسارات
تستند العديد من حلقات ساينفيلد على تجارب الحياة الواقعية لكتابها. مثل «الثأر» مستندة إلى تجربة لاري ديفيد في «ساترداي نايت لايف». «المنافسة» و«رسالة الهاتف» كلاهما أيضاً يستندان إلى تجارب لاري ديفيد. «السيارة ذات الرائحة الكريهة» تستند أيضاً إلى تجربة صديق بيتر ميلمان الذي لم يستطع التخلص من رائحة سيارته الكريهة. «الضربة» كانت مستندة إلى قصة والد دان أوكيف الذي أقام إجازته الخاصة. وأخذت القصص الأخرى مجموعة متنوعة من المسارات والأدوار المختلفة. احتوت حلقة «المطعم الصيني» من الشخصيات الرئيسية باستثناء كريمر ينتظرون على المنضدة طوال حلقة كاملة.
«الصديق» تدور قصتها حول كيث هرنانديز وتمتد لحلقتين. «الخيانة» مشهورة لاستخدامها التسلسل الزمني العكسي وهي مستوحاة من مسرحية هارولد بنتر. بعض القصص كانت مستوحاة من العناوين الرئيسية للصحف والشائعات «مذكرات حول لاشيء» و«نظرة في الداخل» و«التعليق الصوتي». في «المايسترو» كانت الدعوى القضائية لكريمر مماثلة لقضية قهوة ماكدونالدز. وتستند حلقة «النزهة» إلى الشائعات التي سمعتها لاري تشارلز حول علاقات جيري ساينفيلد الجنسية.

### العبارات المميزة
اشتهرت عدة عبارات ومصطلحات ضمن حوار المسلسل وأصبحت جزء من الثقافة الشعبية. ومن أكثر العبارات تداولاً في المسلسل والتي اشتهرت فيما بعد 'يادا، يادا، يادا' و«هذا لا يعني أنه لا يوجد أي خطأ في ذلك» و«لا حساء لك».
وهناك العديد من المصطلحات الأخرى تحولت إلى جزء من اللغة العامية مثل (festivus) 'احتفالي' و (spongeworthy) 'يستحق اسفنجة' و (re-gifter) 'شخص يهدي الهدايا التي تلقاها'، وهذه الكلمات قيلت من قبل شخصيات ثانوية في المسلسل أو كانت موجهة إليهم أو عنهم.
وأصبح يشار إلى قاموس هذه الكلمات والجمل المكررة التي اشتهرت في حلقات معينة من المسلسل إلى 'اللغة الساينفيلدية' (Seinlanguage) والتي أصبحت عنوانًا لأفضل الكتب مبيعًا لجيري ساينفيلد في مجال الكوميديا.

## الاستمرارية
قالب:المقالة الأصلية: قائمة حلقات ساينفيلد

### من الموسم الأول إلى الثالث
عُرض المسلسل لأول مرة في الخامس من شهر يوليو عام 1989 باسم 'مذكرات ساينفيلد' ولكنه لم ينجح بلفت أنظار قناة إن بي سي ورفضت قناة فوكس عرضه أيضاً. فقام ريك لودوين وهو رئيس المناسبات الخاصة وبرنامج آخر الليل في شبكة إن بي سي بتحويل أموال من الميزانية المخصصة له عن طريق إلغاء برنامج 'بوب هوب، حلقات تلفزيونيه خاصة' وتم تصوير الحلقات الأربعة التالية. حصلت هذه الحلقات على تقييم عالي حيث كانت تعرض يوم الخميس الساعة 9:30 مساءً بعد مسلسل 'تشييرز'، وأخيرًا تم تبني المسلسل. وكان من المقرر أن تعرض قناة إن بي سي هذه الحلقات كل يوم سبت في تمام الساعة 10:30 مساءً، ولكن تم تخصيص هذا الوقت للمسلسل الهزلي القصير المباشر 'إف إم' عوضًا عن ساينفيلد.
تم تغيير اسم المسلسل إلى 'ساينفيلد' بعد فشل المسلسل القصير المباشر 'مذكرات مارشال' والذي كان يعرض على قناة أي بي سي. وبعد عرض المسلسل في صيف 1990، طلبت قناة إن بي سي ثلاثة عشر حلقة جديدة، واعتقد لاري ديفيد بأنه وجيري ساينفيلد لم يعد لديهما المزيد ليقدماه ونصح شريكه برفض هذا العرض، ولكن ساينفيلد وافق على تقديم المزيد من الحلقات. وفي الموسم الثاني تم تغيير الموعد المحدد لعرضه الأول يوم 16 يناير عام 1991 بسبب بدء حرب الخليج. وبعد ذلك استقر وقت عرضه على موعد ثابت وهو كل يوم أربعاء الساعة 9:30 مساءً إلى أن تغير موعد بثه إلى الساعة التاسعة حيث استبدل موعده السابق بمسلسل حربي قديم يدعى 'محكمة المساء'.
دعم نقاد التلفزيون مسلسل ساينفيلد في مواسمه الأولى في الوقت الذي كان المسلسل لا يزال يجمع جمهوره الوفي. وفي المواسم الثلاثة الأولى اعتاد ساينفيلد أن يبدأ المسلسل بعرض كوميدي له، ولفترة أصبح يستخدمه كمقطع محذوف من العرض خلال المسلسل. كانت بعض الحلقات تمهد لمواضيع المواسم القادمة، فعلى سبيل المثال أظهرت حلقة 'الاتفاق' (The Deal) المرة الوحيدة التي حاول فيها جيري وإلين أن يصبحا زوجين عن طريق وضع القواعد الخاصة للنوم. وكانت حلقة 'مرآب السيارات' (The Parking Garage) أُولى الحلقات التي يتم تصويرها كاملةً دون جمهور. وفي الربط بين الموسم الثالث والرابع أظهرت حلقة 'المفاتيح' (The Keys) تطوراً هائلاً بين شبكتي إن بي سي وسي بي إس بعرض مسلسل 'ميرفي براون' كنموذج لشركات منافسة تعمل معًا، وبدأت الحلقة بتنويه عن أن الشخصيات الرئيسة للمسلسل لن تبقى مرتبطة بشقة جيري طوال الوقت. كما قدمت حلقة 'فتى الباص' (The Busboy) قصة خاصة لكلا من جورج وكارمر وإلين للمرة الأولى. وفي الوقت الذي رأى جلين بادنك أن ساينفيلد كريم جدًا بأخلاقه مع زملائه في العمل، أصبحت هذه علامة مميزة له طوال عرض المسلسل حيث كان من الواضح رغبته في إظهار مواهب زملائه الكوميدية.
وفي حلقة من حلقات الموسم الثاني والتي كتبها لاري تشارلز وكانت بعنوان 'الرهان' (The Bet) ظهرت إلين وهي تقوم بشراء سلاح من صديق كرامر. ولكن لم يتم تصوير تلك الحلقة بسبب تصنيف محتواها بغير المقبول وتم استبدالها على عجل بحلقة أخرى تدعى 'رسالة الهاتف' (The Phone Message) وتم تصويرها في الشارع الثالث والشارع الثالث والثلاثون. وكان من المفترض أن تعرض حلقة 'البؤساء' (The Stranded) في الموسم الثاني ولكن عُرضت في الموسم الثالث، وفي بداية هذه الحلقة نوه جيري بالخطأ الفادح المستمر الذي يرتكبه جورج بعمله في مجال العقارات.

### الموسمان الرابع والخامس
أصبح  الموسم الرابع في المراكز الثلاثين الأولى لتصنيفات نيلسون لكوميديا الموقف، متضمنة حلقات مشهورة عديدة مثل «صبي الفقاعة» حيث يكون يتشاجر جورج وصبي الفقاعة على لعبة معلومات  ، وحلقة «جونير منت» وهي نوع من الحلوى: حيث في هذه الحلقة يتزحلق بالخطأ  كرامر وجيري بحبات الجونير منت في غرفة العمليات. هذا الموسم كان الموسم الأول الذي يستخدم قصة، حيث حاول جيري وجورج خلق كوميديا موقف خاصة بهم. في هذا الوقت كانت الكوميديا الارتجالية لجيري تلقى رفضاً تدريجياً، فتم حذف الجزء الخاص بالكوميدية الارتجالية في منتصف حلقات «ساينفيلد».
لحق الكثير من الجدل بحلقة «المسابقة» التي حصلت على جائزة إيمي التي كتبها الكاتب المشارك لاري ديفيد، حيث  اعتبر موضوعها غير لائق بالنسبة لوقت عرضها في التلفزيون، حيث وجدت فيها كلمات غير لائقة ولم يتم استخدامها من قبل في التلفاز وكان يتم الاستعاضة عنها بكلام غير مباشر.  في منتصف هذا الموسم تم نقل وقت عرض ساينفيلد من وقته المعتاد في التاسعة مساءً يوم الأربعاء إلى التاسعة والنصف يوم الخميس بعد برنامج «تشيرز»، هذا الشيء أعطى البرنامج شعبية أكبر من قبل. أثر نقل وقت البرنامج أيضاً في التصنيفات حيث كان يُعرض قبل ذلك في نفس الوقت البرنامج الكوميدي لتيم الين «هوم امبروفمنت» في قناة «أي بي سي» واستمر البرنامج في التغلب على ساينفيلد في التصفيات. نقلت «أي بي سي» البرنامج بعد أن أعلن تيد دانسون نهاية برنامج «تشيرز» وتغلب بسرعة ساينفيلد على تقييمات الساعة 9:00 مساءً. رجع «تشيرز» إلى الشاشة في ذلك الربيع.  البرنامج حصل على جائزة ايمي كأفضل مسلسل كوميدي في عام 1993، وتغلب على منافسه في فئة برامج العائلة «هوم امبروفمنت»، الذي كان فقط في موسمه الثاني في قناة «أي بي سي».
في الموسم الخامس ارتفعت التقييمات أكثر حيث احتوى على كثير من الحلقات المشهورة مثل «القميص المنتفخ»، وفي هذه الحلقة جيري يشعر بالحرج لارتدائه قميص القراصنة في برنامج «ذا تودي شو»، «الزبادي الخالي من الدسم» ضمت الحلقة رودي جولياني الذي كان عمدة نيويورك في ذلك الوقت،  و«العكس» في هذه الحلقة يبدأ جورج وظيفته مع «نيويورك يانكيز» وتستقيل وإلين من «بيندينغ للنشر». هناك قصة أخرى تعرض جورج وهو يعود للسكن مع والديه، وفي هذه الأثناء يكتب كرايمر كتاب «طاولة القهوة».  ترشح البرنامج لجائزة أفضل مسلسل كوميدي ولكن خسر أمام «فريزر» الذي كان في موسمه الأول. ترشح سانفيلد بعد ذلك كل سنة لبقية مواسمه وفي كل مرة خسر أمام «فرايزر» الذي حصل على رقم قياسي بواقع 39 جائزة ايمي.

### الموسمان السادس والسابع
في الموسم السادس، أصبح أندي أكرمان مخرجاً للبرنامج بدلا من توم كرونز. ظل المسلسل يتمتع بشعبية وأنتج بعضاً من أفضل حلقاته مثل «السباق» في هذه الحلقة  استخدمت موسيقى سوبرمان في سباق جيري ، و«التبديل» عندما كشفت أم كريمر أن اسمه الأول هو كوزمو، والممثل البديل في هذه الحلقة تقابل بيتربان لأول مرة. القصة استخدمت في هذا الموسم حيث كان ايلين تعمل كمساعدة لمديرها غريب الأطوار جيستن بيت وأيضا الانفصال المؤقت لوالدي جورج. كان هذا الموسم هو أول موسم وصل فيه ساينفيلد إلى المركز الأول في تصنيفات نيلسن. استمر رفض الجمهور للكوميديا الارتجالية لجيري وأصبح لا لزوم له مع زيادة كثافة قصص الشخصيات الأربعة.
في الموسم السابع تضمنت القصة خطبة جورج لصديقته السابقة سوزن روس، ظل يندم على الخطوبة طوال الموسم ويحاول الخروج منها.
بالإضافة للحلقات ذات النصف ساعة أنتجت حلقتان خاصتان مدتها ساعة كاملة وهي «الكاديلاك» التي يحاول فيها جورج ان يواعد الممثلة ماريسا تومي  و «ودائع زجاجة» التي تشارك فيها إلين وسو في حرب مزايدة لشراء مضارب قولف.
بعد هجمات مرض الجمرة من عام 2001، لم تعرض حلقة «الدعوات» مؤقتاً نظراً لقلقهم بأن تصوير موت سوزان بسبب لعق المغلفات السامة قد يبدو مستهجن وعديم الإحساس.

### الموسمان الثامن والتاسع
ظلت تقييمات العرض قوية جداً في الموسمين الأخيرين (8 و 9). غادر لاري ديفيد في نهاية الموسم السابع (وإن واصل تأدية صوت ستاينبرنر) لذا استمر وضع ديفيد كمنتج منفذ، وأصبح ساينفيلد يُعرض بوتيرة أسرع تحت إشراف كادر الكتابة الجديد. لم يعد يعرض المسلسل مقتطفات من إلقاء جيري الكوميدي، وأصبح سير القصة يخوض في الخيال والفكاهة السخيفة. مثل ما حدث في حلقة «بيزارو جيري» عندما تكون إيلين في صراع بسبب تناقضات أصدقائها أو عندما يواعد جيري امرأة يديها كـ«أيدي الرجال» – العبارة الشهيرة. بعض الحلقات البارزة في الموسم الثامن تشمل حلقة «ذا ليتل كيكس» التي تظهر رقص إلين المثير للسخرية، وحلقة «ذا تشيكن روستر» التي تصور قصة مطعم «يني روجرز روسترز» للدجاج الذي افتتح خلال تلك الفترة. قصة بيترمان وهو يذهب إلى بورما في حلقة «ذا فاونديشن» إلى أن تعافى من انهيار عصبي في حلقة «ذا موني»، يلي ذلك كتابة إيلين لسيرة بيتربان الذاتية في حلقة «ذا فان بيرن بويز» مما أدى إلى المحاكاة الساخرة لكرامر لجولة واقع كيني كارمر التي شوهدت في حلقة «ذا موفن توبز».
الموسم التاسع اشتمل على حلقات مثل «ذا ميرف قريفن شو» التي يقوم فيها كريمر بتحويل شقته إلى استوديو لبرنامج حواري ويلعب شخصية مقدم برنامج حواري، وحلقة «ذا بورتيال» التي تتتبع ما حدث في حفلة زواج سو إلين في الهند بترتيب زمني معكوس، وحلقة «ذا فروجر» حيث يدفع جورج آلة فروجر عبر الشارع. تضمّن الموسم التاسع قصة تخوض فيها إيلين علاقة متقطعة مع ديفيد بودي. بالرغم من الشعبية الهائلة ورغبة بقية طاقم التمثيل بالعودة في الموسم العاشر، إلا أن سانفيلد قرر أنه يجب أن يوقف المسلسل بعد موسمه التاسع في محاولة للحفاظ على الجودة والبقاء على القمة. قدمت له قناة إن بي سي عرض بقيمة 110 مليون دولار لكنه رفض العرض.
سبّب احراق كريمر غير المقصود لعلم بورتوريكو في حلقة «ذا بورتو ريكان داي» في الموسم الأخير جدلاً كبيراً. أحدث هذا المشهد ضجة كبيرة بين أهالي بورتوريكو، ونتيجة لذلك عرضت قناة إن بي سي هذه الحلقة مرة واحدة فقط.

## نهاية المسلسل
بعد تسع سنوات من البث على التلفزيون، أعلن جيري ساينفيلد وقناة إن بي سي في 25 ديسمبر 1997 عن انتهاء إنتاج المسلسل في الربيع القادم لعام 1998. تصدّر هذا الإعلان الصفحات الأولى لكل صحف نيويورك الرئيسية بما فيها صحيفة نيويورك تايمز. ظهر جيري ساينفيلد أيضاً على غلاف مجلة تايم في العدد الأول من عام 1998. انتهى المسلسل بحلقة مدتها 72 دقيقة (قللتها رقابة النشر إلى 60 دقيقة، في جزئين) من تأليف المؤلف المشارك والمنتج المنفذ السابق لاري ديفيد، والتي بُثت في 14 مايو عام 1998. قبل الختام ثم بث «ذا كرونيكال» وهو عرض استرجاعي مدته 45 دقيقة. تم تمديد العرض المُعاد إلى ستين دقيقة بعد عرضه الأول وعرضته قناة إن بي سي مرة أخرى كحلقة مدتها ساعة، التي بثتها منذ ذلك الحين.
كانت أيضا الحلقة الأولى منذ نهاية الموسم السابع، «الدعوات»، عبارة عن عرض افتتاحي وختامي يقوم به الكوميدي جيري ساينفيلد. تم تصوير الجزء النهائي أمام جمهور من المدراء التنفيذيين لـ ان بي سي وعدد من الاصدقاء المتابعين للعرض. ولم تعلن الصحافة والجمهور عن موقع التصوير، وكان كل من حضر العرض للجزء النهائي قد وقع معاهدة صمت. وقد أدت هذه السرية لارتفاع التوقعات في كيفية نهاية هذه السلسلة. وقد أنب منتجو العرض وسائل الإعلام عن هذه الضجة، ونشر شائعة كاذبة عن نهاية نيومان في المستشفى وجيري والين في كنيسة، بافتراض انهم سيتزوجان.
تمتعت الحلقة بجمهور ضخم يقدر بحوالي 76 مليون مشاهد (58% من المشاهدين كانوا في تلك الليلة) ما يجعلها ثالث أعلى مشاهدة لمسلسل ختامي يعرض في شاشة التلفاز عبر التاريخ بعد أم أي اس اتش "M*A*S*H" وتشيرز "cheers". ومع ذلك، تلقى الموسم النهائي ردود فعل متباينة من النقاد ومحبي العرض. كان عرض الموسم النهائي حاسما للعديد من الشائعات التي تم تداولها، قبل أن تقع في نطاق الصورة الحقيقية – محاكمة طويلة حيث انتهت بالحكم على جيري وجورج والين وكريمر بالسجن بعد مخالفتهم لقانون السامري الصالح.
وفقا لمجلة فوربس، كان دخل جيري ساينفيلد السنوي من العرض في عام 1998 يبلغ 267 مليون دولار أمريكي. ورفض عرض ان بي سي NBC بـ 5 ملايين دولار لكل حلقة، أو أكثر من 100 مليون دولار كإجمالي، لمواصلة العرض حتى موسم عاشر. وقال ساينفيلد للشبكة أنه غير متزوج وليس لديه أطفال، ويتمنى التركيز على حياته الشخصية. في يوليو 2007، كان لا يزال في المرتبة الثانية لأعلى ايراد في التمثيل التلفزيوني حيث ايراده يعادل 60 مليون دولار للعام. أصبح العرض نفسه أعلى مسلسل تلفزيوني يحقق أكثر من مليون دولار في الدقيقة لإعلانات إحدى الماركات من خلال سوبر بول. ووفقا لباري ماير رئيس وارنر بروس للترفيه، ساينفيلد حقق 2.7 مليار دولار خلال يونيو 2010.

## الجوائز والترشيحات
تلقى ساينفيلد الجوائز والترشيحات في مختلف الفئات في منتصف التسعينات. وصنفه دليل التلفزيون على أنه أكبر عرض لكل الأوقات. حيث حصل على جائزة إيمي ل «مسلسل كوميدي متميز» في عام 1993، وجائزة غولدن غلوب «لأفضل سلسلة تلفزيونية كوميدية» في عام 1994، وجائزة نقابة ممثلي الشاشة لـ «أفضل أداء لفرقة في مسلسل كوميدي» في عام 1995 و 1997 و 1998. وبغض النظر عن كل هذه الجوائز، تم ترشيح المسلسل للحصول على جائزة إيمي من 1992 حتي 1998 عن «أفضل مسلسل كوميدي»، جائزة غولدن غلوب من 1994 حتي 1998 لـ«أفضل مسلسل تلفزيوني كوميدي»، وجائزة نقابة ممثلي الشاشة لـ «أفضل أداء لفرقة مسلسل كوميدي» من 1995 إلى 1998.

## تاريخ البث
| الفصل         | وقت الإدخال |
| ------------- | --- |
| 1 (1990)      | الثلاثاء 9:30 pm |
| 2 (1991)      | الأربعاء 9:30 pm (يناير 23, 1991 - الجمعة 13, 1991, يونيو 26, 1991) الخميس 9:30 pm (أبريل 5, 1991 - مايو 23, 1991)                                     |
| 3 (1991–1992) | الأربعاء 9:30 pm (سبتمبر 18, 1991 - ديسمبر 4, 1991, يناير 29, 1992) الأربعاء 9:00 pm (ديسمبر 11, 1991 - يناير 15, 1992, فبراير 5, 1992 - مايو 6, 1992) |
| 4 (1992–1993) | الأربعاء 9:00 pm (أوغسطس 12, 1992 - يناير 27, 1993) الخميس 9:30 pm (فبراير 4, 1993 - مايو 13, 1993) الخميس 8:00 pm (مايو 20, 1993)                     |
| 5 (1993–1994) | الخميس 9:00 pm |
| 6 (1994–1995) | الخميس 9:00 pm |
| 7 (1995–1996) | الخميس 9:00 pm |
| 8 (1996–1997) | الخميس 9:00 pm |
| 9 (1997–1998) | الخميس 9:00 pm (سبتمبر 25, 1997 - مايو 7, 1998) الخميس 8:00 pm (مايو 14, 1998)                                                                         |

## التقييم
| الموسم | الموسم الأول    | الموسم النهائي | موسم التلفزيون | مرتبة الفصل | التقييم | العائلات (بالمليون) |
| ------ | --------------- | -------------- | -------------- | ----------- | ------- | ------------------- |
| 1      | يوليو 5, 1989   | يونيو 21, 1990 | 1989–90        | —           | —       | —                   |
| 2      | يناير 23, 1991  | يونيو 26, 1991 | 1991           | —           | —       | —                   |
| 3      | سبتمبر 18, 1991 | مايو 6, 1992   | 1991–92        | #42         | 12.31   | 12.31               |
| 4      | أغسطس 12, 1992  | مايو 20, 1993  | 1992–93        | #25         | 12.75   | 14.43               |
| 5      | سبتمبر 16, 1993 | مايو 19, 1994  | 1993–94        | #3          | 18.27   | 19.6                |
| 6      | سبتمبر 22, 1994 | مايو 18, 1995  | 1994–95        | #1          | 19.65   | 20.6                |
| 7      | سبتمبر 21, 1995 | مايو 16, 1996  | 1995–96        | #2          | 20.33   | 21.2                |
| 8      | سبتمبر 19, 1996 | مايو 15, 1997  | 1996–97        | #2          | 19.89   | 20.5                |
| 9      | سبتمبر 25, 1997 | مايو 14, 1998  | 1997–98        | #1          | 21.27   | 21.7                |

## بعد ساينفيلد

### لعنة ساينفيلد
قام كل من لويس دريفوس وألكسندر وريتشاردز بإطلاق مسلسلات جديدة بعد المسلسل. ورغم الإشادات والتقييمات الجيدة التي تحصل عليها هذه المسلسلات إلا انه يتم إلغائها خلال الموسم الأول، وامتدت لعنة ساينفيلد إلى كل مسلسل يقوم ببطولته أحد الأبطال الثلاثة رغم كونهم ذوي شعبية كبيرة.
لاري ديفيد قال ذات مرة معلقاً على اللعنة، «انه شيء غبي أن يصعب عليك إنتاج مسلسل هزلي ناجح»، ذكر ذلك خلال الموسم الثاني من برنامج لاري ديفيد «اكبح حماسك» الذي بث على قناة اتش بي أو على كل حال فوز جوليا لويس دريفوس بالايمي عن مسلسلها الهزلي «مغامرات جديدة لكريستين القديمة» الذي بث على قناة سي بي اس دفع الكثيرين للاعتقاد أن اللعنة كُسرت ، واستمر عرض المسلسل لخمس مواسم حتى تم إلغائه في 18 مايو 2010 وقد بدا العرض 13 مارس 2006. أشارت دريفوس عدة مرات إلى اللعنة، وقد شاركت في مسلسل اتش بي أو الهزلي “فيب” وفازت بايمي أخرى عن تأديتها دور نائب رئيس الولايات المتحدة.

### مشاهد أخرى
عندما تم استضافة جيري ساينفيلد في 1 نوفمبر 2007 على «ديلي شو مع جون ستيوارت»، وذكر جيري إمكانية تصوير مشهد واحد أخير، وذلك بعد مغادرتهم السجن، ولكنه مشغول جدا للقيام به الآن ولا يزال هناك احتمال تمثيله. وفي تعليقه على دي في دي الموسم الأخير وضح أنه وجايسون تحدثا عن المشهد وأنه سيجري في مقهى مونك مع جورج قائلا «كان ذلك قاسيا» مشيرا إلى محكوميتهم في السجن.
تم الإعلان في شهر مارس 2009 أن أبطال مسلسل ساينفيلد سوف يظهرون في الموسم السابع من «اكبح حماسك»  ، وكان ظهورهم الأول في الموسم الثالث من المسلسل مؤدين لشخصياتهم الحقيقية، قصة الموسم هي أن لاري يحاول لم شمل الأبطال من جديد كحيلة لاستعادة زوجته السابقة، بجانب الشخصيات الرئيسية لساينفيلد يظهر أيضاً الممثلين المساعدين مثل واين نايت، استل هاريس وستيف هيتنر في الحلقة التاسعة على طاولة القراءة لمسلسل لم الشمل رغم أن الحوارات في «اكبح حماسك» عاده تكون مرتجلة إلا أنه في هذه الحلقة كانت مكتوبة وحلقة «ساينفيلد» الخاصة المعروضة من خلال «اكبح حماسك» كانت مكتوبة الحوار أيضاً وأخرجها مخرج ساينفيلد أندي أكرمان وهذا هي المرة الأولى التي يجتمع جميع الأبطال في عرض واحد منذ انتهاء عرض ساينفيلد.
تشمل المنتجات المعروضة في ساينفيلد تشمل معجنات رولد قولد (الذي أظهرت إعلاناته في ذاك الوقت جيسون الكسندر)، مشاوي كيني روجرز (سلسلة مطاعم دجاج)، بسكويت أوريو، تريسكت، بن وجيري، كعك اتش واتش، باسكن روبنز، دوكرز، كعكات القهوة لدريك، رينق دنقز، بيبسي، ميلو يلو، سنابل، كليرلي الكندية، شراب شوكولاته بوسكو، كيكس (الحبوب)، كاديلاك، ساب، فورد اسكورت، تايلر للدجاج (محاكاة من تايسون للدجاج)، دراجات متخصصة، نايك، بي ام دبليو، فولفو، تويوتا، تبرور، كالفن كلاين، دراجات كلاين، اوفالتين، يو-هو، أربي، دليل التلفزيون، وبرج ترامب، قلايد فلوس، غور تكس، انتانمان، كتالوج ملابس جي بيترمان، والعاب الطاولة، رسك، بوقل، المطاردة، سكاربل، وسفينة حربية.
 
أجهزة الكمبيوتر التي في شقة جيري هي أجهزة أبل ماكنتوش، وقد عرضت منه نماذج مختلفة، رغم أنه جيري لم يظهر وهو يستخدم الكمبيوتر إلا مرة واحدة خلال المسلسل كله. ويشاهد كذلك في العرض أنواع متعدد من الماركات المختلفة من الحبوب، على سبيل المثال تشيريوس. وهناك استثناءات بارزة لهذا النمط وهي العلامة التجارية الاسكتلندية الخيالية والتي تسمى بـ «هنيقان» «محاكاة ساخرة لـ حقيبة السفر» هنيسي«و» برانينقان«ولحوم معلبة مسماة بي بيف أي روني»   وضع المنتج «سنابل» كمحاكاة ساخرة عندما عرضت الين بعضا منها في منتصف محادثة، وعندما وصف شخصية الأخ لبابو بات (صاحب مطعم باكستاني اسمه «مقهى دريم»)، الشراب ب«فاكهي جدا».  ومرة أخرى جاء هذا المنتج عندما عرضته الين على مارلا «العذراء».
يدعي صانعو العرض أنهم لم ينخرطوا في الاستراتيجية المتبعة للإنتاج من أجل مكاسب تجارية. وأن إحدى دوافع الإنتاج في العالم الحقيقي – والتي لا علاقة له بالمكاسب تجارية – هو القيمة الكوميدية لعدد من العبارات والكلمات المضحكة "كنت أعرف أنني أريد أن يفكر كريمر أن مشاهدة عملية هي مثل الذهاب لرؤية فيلم"، كما أوضح كاتب ساينفيلد / والمنتج اندي روبن في مقابلة نشرت في هوليوود ريبورتر. "في البداية، اعتقدت أنه ربما قطعة من الذرة الصفراء تقع في جسم المريض. وعرضتها على أخي، فقال:" لا، النعناع أكثر إضحاكاً ".
استفاد العديد من المسوقين من شعبية ساينفيلد. أنشـأت أمريكان إكسبريس حلقة إلكترونية حبث لعب جيري ساينفيلد ورسم متحرك لسوبرمان (بصوت باتريك واربورتون، والذي لعب سابقا دور ديفيد بودي) دور البطولة في إعلاناتها. أنشأ صانعو إسفنج اليوم لعبة «الجدير بالإسفنج» على موقعهم الإلكتروني، ومستوحاة من حلقة «الإسفنج». وفي تسويق آخر بطولة جيسون ألكسندر في إعلانات كرايسلر. وفي هذا، كان ألكسندر يتشابه مع شخصية جورج، وعلاقته مع لي إياكوكا تشابهت مع علاقة جورج مع ستاينبرنر. وبالمثل، كان مايكل ريتشاردز محور سلسلة من الإعلانات لشركة فودافون والذي استمر في أستراليا حيث يرتدون ويتصرفون تماما مثل كريمر، بما في ذلك علامات تجارية مشهورة.
هناك إصداران لساينفيلد بصيغة «عالية الوضوح». الأول هو لتلفزيون الشبكة إصدار (غير مرخص) بنسبة عرض 4:3 والتي تم تضييق نطاقها من أجل إصدارات الدي في دي  DVD. محطات البث مشترك وشبكة الكابل تي بي اس  بدأت بث النسخة المرخصة من ساينفيلد بصيغة اتش دي (عالية الوضوح). على عكس النسخة المستخدمة لـ دي في دي، وقصاصات سوني بيكتشرز
وبعكس النسخة المستخدمة لأقراص الدي في دي، قامت شركة سوني للإنتاج باقتصاص الأجزاء العلوية والسفلية من الإطار أثناء استعادة الصور والتي سبق اقتصاصها من الجانبين من الفيلم المصدر «فيلم 35 مم». وذلك لاستخدام كامل الإطار 16:9.
قامت قناة TBS ببعض التعديلات لتقليص زمن العرض وذلك لإعطاء مساحة أكبر للإعلانات التجارية. كان ذلك بالاستغناء عن بعض الجمل، وإعادة ترتيب بعض المشاهد في الحلقات وعرض الـ «الأسماء المساهمة في العمل» في المشاهد الأخيرة من الحلقة. كما أعلن موقع أمازون عن صدور الموسم الأول من ساينفيلد بتقنية البلو راي ولكن لم يصرح بموعد الطرح.

## وسائل الإعلام
طرح نسخ الدي في دي
أصدرت شركة سوني للإنتاج والترفيه المنزلي جميع مواسم ساينفيلد على أقراص دي في دي في الأقاليم 1،2، و 4 ما بين عامي 2004 م و 2007 م.
وفي السادس من نوفمبر لعام 2007 تم طرح قرص دي في دي يضم جميع مواسم المسلسل. تضمن القرص كامل السلسلة بالإضافة إلى لمّ شمل الممثلين الرئيسيين في المسلسل مع «لاري ديفيد» المنتج التنفيذي.

## موسيقى
ما يميز مسلسل ساينفيلد الموسيقى الخاصة به. والتي قام بتأليفها جوناثان وولف. تتألف من مقاطع منفردة متميزة من النغمات المنخفضة ممزوجة ببعض نغمات الجاز والتي يفتتح بها العرض كما تربط المشاهد ببعضها. وغالبا ما تكون عبارة عن أصوات نقرية إيقاعية من أصوات صادرة عن الفم كالنفخ والفرقعة. ومع مرور الوقت تم استبدال هذه الموسيقى الإيقاعية بموسيقى مسرحية هزلية قياسية ألفها «جِب ابستين» كما عُزفت مرة أخرى بعد أول بث لـ «سجلات ساينفيلد».
افتقر «ساينفيلد» للموسيقى الأساسية التقليدية، كما كانت المقطوعات الجاز الممزوجة تُعزف في اللحظات الأولى من الحوار أو الحدث، تتنوع هذه المقاطع طوال عرض الحلقة مصحوبة بأسلوب «الفانك» المرتجل مع مزجه بإيقاع منخفض. كما كان هناك إضافة موسيقية هي عبارة عن أداء موحد يقوده عزف على آلات نحاسية وتختتم به الحلقة.
في الحلقة الأولى من الموسم الثالث والتي كانت بعنوان «الملاحظة»، تضمنت الموسيقى الرئيسية صوت مغنية جاز غنت مقطعا يبدو وكأنه «سهل الضرب»، حازت هذه الإضافة من قِبل المؤلف الموسيقي «وولف» على إعجاب جيري ساينفيلد والمنتج التنفيذي لاري ديفيد. ثلاث حلقات قُدمت بموسيقى ذات طابع جديد لكنهم تجاهلوا أهمية أخطار شبكة NBC وكاسل روك بالتغيرات الجديدة، فحينما بدأ عرض الموسم الجديد كانوا متفاجئين وغير مسرورين بالتغيير كما طالبوا بإعادة الموسيقى القديمة للعرض. وبالفعل، تمت إعادة الموسيقى القديمة للحلقتين التالية في العرض، لتبقى الحلقة الأولى كما هي بالموسيقى الجديدة بعناصرها المُضافة. علقت جوليا لويس دريفوس مازحةً بأنه تم الاستغناء عن الإضافات الموسيقية الجديدة لأن الكلمات فيها تتوافق بشكل كبير مع انخفاض معدل مشاهدة المسلسل وقتها.
في المواسم الاخيرة (7-8-9) أضيف للقطع الموسيقية بعض الحماس بإضافة بعض الإيقاعات وشيء من نغمات القيتار لها. طوال فترة عرض المسلسل، كانت طابع الموسيقى يتغير تبعاً لموضوع الحلقة. على سبيل المثال: في حلقة «الخيانة» كان هنالك مشهد تم تصويره في الهند، فتم استخدام آلة السيتار الهندية في موسيقى المشهد.

## الاستقبال “التلقي"
- أرجع كل من اليزابيث مانيوتا والكسندرا ستروهل نجاح مسلسل ساينفيلد إلى استخدامه لنظرية "التناقض الفكاهي" والتي ترى أن النكتة تكمن في “مخالفة المتوقع وانتهاكه". كما حللا أسباب نجاح سينفلد، مستندين إلى تعريف التناقض في الفكاهة: ((التعريف يدَّعي أن الفكاهة تخلق من أحداث تخالف التوقعات التي نصيغها في أذهاننا. ولصنع ذلك الحدث، لابد من تهيئة الجو النفسي الملائم، من شخصيات والعلاقة بين بعضهم والإعداد المسبق للحديث والموضوع)).[100] وعلى وجه التحديد، في الحلقة 14-والتي كانت بعنوان عالم الأحياء البحري- من الموسم الخامس، قام كل من ماغنوتا وسترول بالتركيز على جورج والذي يتورط في كذبة تلو اأخرى، وفي حلقة الحلقة 12 –بعنوان البقعة الحمراء- من الموسم الثالث، والذي يحاول فيه جورج الحفاظ على المال المدين به لإلين. بإعطائها المعطف المصنوع من الكشمير.
- اعتبر ديفد بيرسون المسلسل نوعا من أنواع كوميديا الأخلاق –يعتمد هذا النوع على التهكم على طبقة اجتماعية معينة- بقوله: شعبية كوميديا الموقف يمكنها أن تصبح أفضل لو تم دمجها مع كوميديا الأخلاق، هذه الدرامات تمتاز بالتركيز على قوة المعنى في الأسلوب، وحضور البديهة، وسرعة التصرف وذلك لإخفاء العواطف الناتجة من سطحية الشخصيات.[101]
- ناقش نود ميلر من جامعة شرق لندن، الصفات الذاتية للمسلسل: في البداية، هُناك وضوحٌ شديد في الحدود بين الواقع والخيال: ويتَّضح هذا في الأداء الرئيسي في وجود جيري ساينفيلد حيث لَعِب كَدورِ جيري ساينفيلد. وفي المواسم الأربعة للمُسلسل، وُجِدت عِدَّة حلقات تدُور حولَ قصة جيري وجورج (الذي شارك في عمل شخصية لاري ديفيد الأخر) نصب «برنامج حول لا شيء» على مواقف ستاند أب كوميدي في الحياة اليومية لـNBC. ردة فعل المسؤولين التنفيذيين في NBC خيالية بكل المقاييس، عَكست الردود الأولية لأولئك الذين فُوِّضوا بتكليف ساينفيلد. الموسم الرابع ينتهي مع 'الطيار'، حيثُ تُركِّز الحلقة على جيري والممثلين، والتسجيل، وعرض المسلسل من داخل المعرض. هذه الحلقة تُوضِّح أيضاً بدقة نوعية الصفة الذاتية التي تُعَّد واحدة من العلامات المميزة لساينفيلد. كانت خاتمةً لِسلسلة البرنامج المُمتلئ بمراجع المسلسلات القديمة، لجعله غير مفهوم إلى حد كبير للأشخاص المعجبين في كون ساينفيلد.[102]}}
- قام ويليام آروين بتحرير مقالات علمية في الفلسفة وقد كتب عن ساينفيلد في كِتابه «كل شي ولاشيء»، وفيها بعض المقالات حول ساينفيلد ومِنها: مقالة «مشكلة جيري ومشكلة سقراط»، و«أخلاقية شخصية إلين»، و«صنع شيء من لاشيء: سينفلد، والتصوف، وتاو»، و«السيد بيتر مان»، و«ساحرة الغرب الشريرة، وأنا»، و«كرامر الفاتن»، و«سينفلد، والذاتية، وسارتر» [103]

## روابط خارجية
- ساينفيلد على موقع IMDb (الإنجليزية)
- ساينفيلد على موقع ميتاكريتيك (الإنجليزية)
- ساينفيلد على موقع الموسوعة البريطانية (الإنجليزية)
- ساينفيلد على موقع روتن توميتوز (الإنجليزية)
- ساينفيلد على موقع نتفليكس (الإنجليزية)
- ساينفيلد على موقع أول موفي (الإنجليزية)
- ساينفيلد على موقع فيلمافينيتي (الإسبانية)
- ساينفيلد على موقع كينوبويسك (الروسية)
- ساينفيلد على موقع ألو سيني (الفرنسية)
- ساينفيلد على موقع قاعدة بيانات الفيلم (الإنجليزية)